# Machaeromeryx
Machaeromeryx is een geslacht van uitgestorven muskusherten dat tijdens het Mioceen in Noord-Amerika leefde.

## Fossiele vondsten
Het geslacht Machaeromeryx omvat twee soorten. De typesoort P. tragulus is bekend van fossiele vondsten in de Amerikaanse staten Californië en Nebraska. Deze fossielen dateren uit de North American Land Mammal Age Hemingfordian. P. gilchristensis was een endemische soort uit Florida die tijdens het Hemingfordian leefde.
Machaeromeryx is tevens bekend uit de Culebra-kloof in het bekken van het Panamakanaal. In Panama leefde Machaeromeryx samen met de grote verwant Parablastomeryx en de twee uitgestorven muskusherten maken deel uit van de 'Centenario Fauna' uit het Vroeg-Hemingfordian (19,1 - 18,8 miljoen jaar geleden).

## Kenmerken
Machaeromeryx is het kleinst bekende muskushert uit de onderfamilie Blastomerycinae met een berekend gewicht van circa negen kilogram. Dit gewicht komt overeen met dan van de kleinere exemplaren van het hedendaagse muskushert (Moschus moschiferus). Machaeromeryx had veel ontwikkelde kenmerken wat betreft lichaamsbouw en gebit. De leefwijze was vermoedelijk hetzelfde als moderne muskusherten, foeragerend in dichte vegetatie langs rivieroevers en in struikgewas. Machaeromeryx was een grazer en knabbelaar.